# Olav H. Hauge

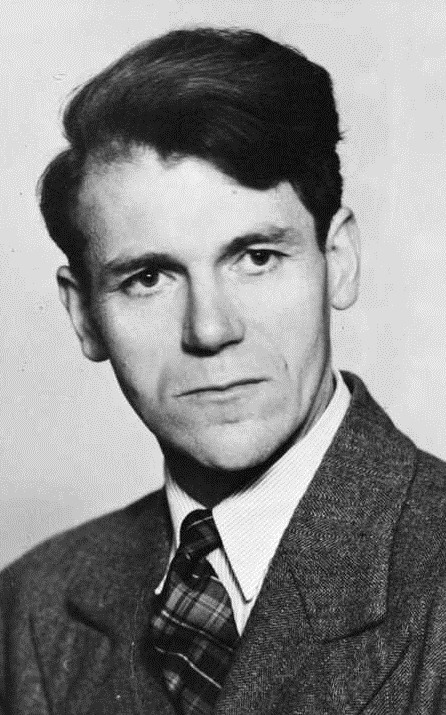
Olav H. Hauge, 1940

Olav Håkonson Hauge (* 18. August 1908 in Ulvik; † 23. Mai 1994 ebenda) war ein norwegischer Lyriker und Übersetzer. Zu den wichtigsten Motiven seiner Lyrik gehört die Natur Westnorwegens. Er wurde aber auch von fremdsprachiger, europäischer und fernöstlicher Lyrik beeinflusst.

## Leben
Hauge wurde in Ulvik in der westnorwegischen Region Hardanger als Sohn von Håkon Hauge, einem Bauern, und Katrina Hakestad geboren. Bereits als Kind las er viel, sowohl norwegische als auch englischsprachige, später deutsche und französische Literatur. Hauge besuchte landwirtschaftliche Schulen, dann die Norges Landbrukshøgskole (Norwegische Hochschule für Landwirtschaft). Er erlernte den Beruf des Gärtners und arbeitete bis zum Lebensende als Obstbauer auf dem elterlichen Hof in Ulvik.
Seit 1927 veröffentlichte Hauge Gedichte in Zeitschriften, sein erstes Buch erschien jedoch erst 1946. Von da an veröffentlichte er regelmäßig Gedichtbände, ab 1967 außerdem Übersetzungen ausländischer Lyrik, unter anderem von Bertolt Brecht, Friedrich Hölderlin, Alfred Tennyson, William Butler Yeats und Arthur Rimbaud. Mit seiner Frau, der Künstlerin Bodil Cappelen (* 1930), schrieb er das Kinderbuch ABC, das 1986 erschien, und ein Gedicht für jeden Buchstaben des Alphabets enthält. Nach seinem Tod wurden auch seine Tagebücher veröffentlicht, die er seit 1924 geführt hatte. 2006 wurde eine Auswahl seiner Gedichte auch auf Deutsch veröffentlicht. Ebenfalls gibt es Übersetzungen ins Englische.

## Werke (Auswahl)
- 1946: Glør i oska
- 1951: Under bergfallet
- 1961: På ørnetuva
- 1966: Dropar i austavind
- 1971: Spør vinden
- 1980: Janglestrå
- 1986: ABC (Kinderbuch)

### Auf Deutsch erschienen
- 1987: Der Traum trägt das blaue Segel. Norwegisch und deutsch. Ausgewählt, übertragen und mit einem Nachwort versehen von Andreas Struve. Mit fünf Aquarellen von Susanne Majchrzak. Herausgegeben von Roswitha und Horst Heiderhoff. Horst Heiderhoff Verlag, Eisingen, 1987, ISBN 3-921640-80-6
- 2012: Gesammelte Gedichte. Edition Rugerup, Hörby/Schweden, ISBN 978-3-942955-11-9
- 2013: Spät hebt das Meer seine Woge. Ausgewählte Gedichte. Zweisprachig, übersetzt von Klaus Anders. Wiesenburg, Schweinfurt, ISBN 978-3-937101-97-2
- 2014: Mein Leben war Traum. Aus den Tagebüchern 1924-1994. Übersetzt von Klaus Anders. Edition Rugerup, Hörby/Schweden, ISBN 978-3-942955-43-0

## Auszeichnungen
Hauge wurde mit einer Vielzahl von Literaturpreisen ausgezeichnet, darunter dem Kritikerprisen (1961), dem Doblougpreis (1969) und dem Aschehougprisen (1978).